# 111
Năm 111 là một năm trong lịch Julius. 